# Sawangan (Kuwarasan)
Sawangan is een bestuurslaag in het regentschap Kebumen van de provincie Midden-Java, Indonesië. Sawangan telt 2151 inwoners (volkstelling 2010).